# Baie Norvégienne
La baie Norvégienne est une baie qui échancre profondément le sud de la péninsule Courbet, au nord-est de la grande Terre, l'île principale de l'archipel des Kerguelen, dans les Terres australes et antarctiques françaises.

## Description
La baie couvre environ 50 km2 et s'ouvre à l'est, sur l'océan Indien. Elle est entourée :
- au sud, depuis la pointe Suzanne, par les pentes de la presqu'île du Prince de Galles ;
- à l'ouest par l'isthme Bas (qui ne la sépare du golfe du Morbihan que de moins de 3 km) ;
- au nord par les étendues marécageuses de la péninsule Courbet (dont les Dombes au nord-est), jusqu'à la pointe du Morne[1].

La baie Norvégienne est parsemée de quelques îlots. L'îlot de la pointe Matley auquel on peut accéder à pied à marée basse est le plus important. On trouve également, face à l'estuaire de la rivière du Château, l'îlot du Château d'If dont la silhouette évoque le célèbre fortin marseillais. Quelques bancs sableux marquent aussi l'entrée de l'anse de la Banquise.
La baie reçoit les eaux de la rivière du Château, de la rivière Norvégienne et de la rivière des Albatros.

## Toponymie
Les eaux peu profondes de la baie Norvégienne lui ont valu de porter autrefois, selon les cartes, les noms de « Baie peu profonde », de « Shoalwater Bay» ou de « Flachtwasser Bucht ». Son nom actuel lui a été attribué par Raymond Rallier du Baty vers 1908 pour honorer la Société Norvégienne des îles Kerguelen qui était associée à l'entreprise des frères Bossière.

## Histoire

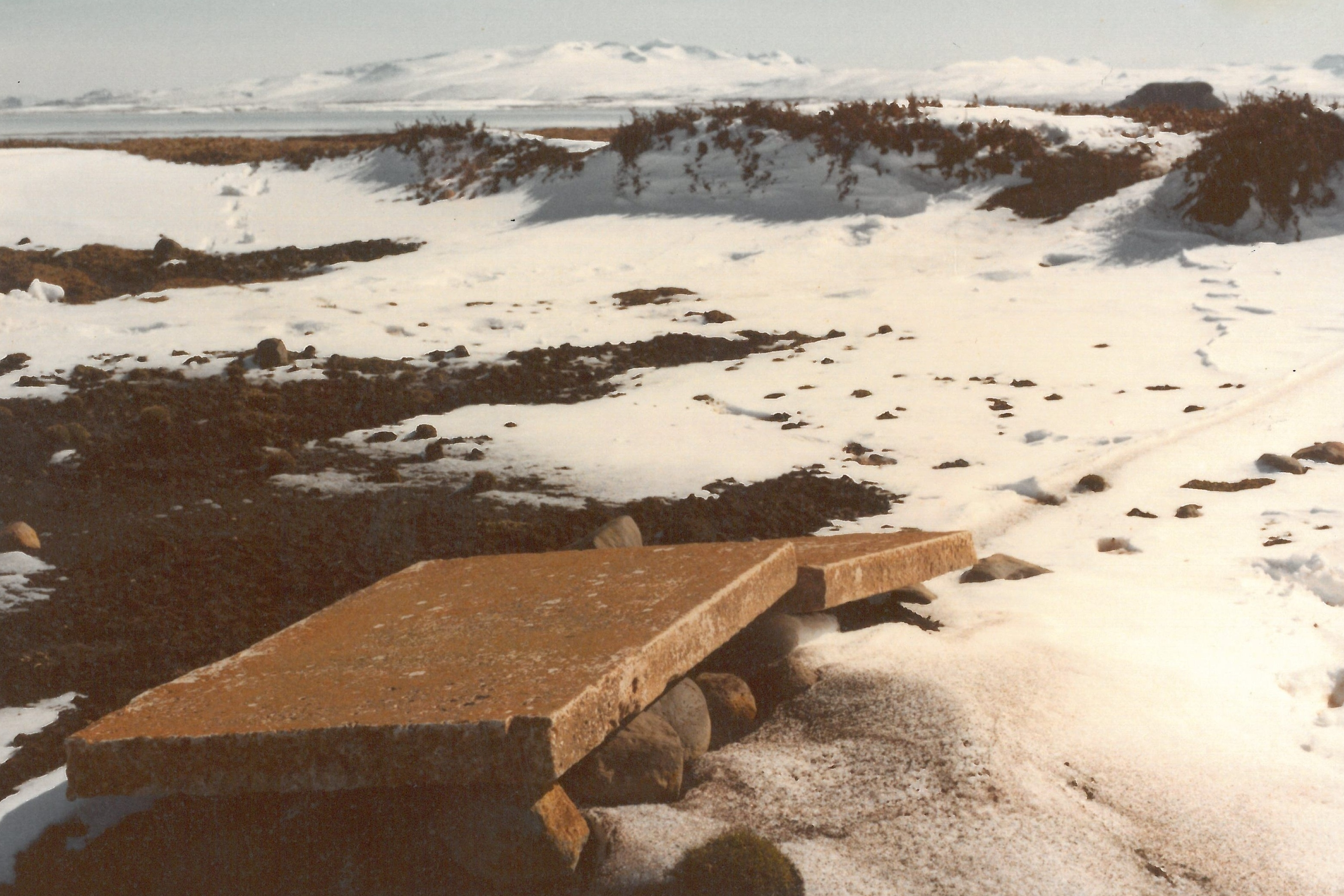
La tombe du capitaine Matley, en 1983.

En 1776, lors de son troisième voyage autour du monde, le capitaine James Cook fut le premier navigateur à venir jusqu'à la baie Norvégienne, limitée au sud par un long promontoire qu'il nomma en l'honneur du Prince de Galles : « Prince of Wales Foreland ». Il crut cependant à tort que la baie était un bras de mer, le Royal Sound, qui entourait, de part et d'autre, le promontoire.
L'îlot qui porte le nom de John Matley accueille la tombe de ce capitaine qui commandait le navire phoquier anglais, le Duke of Portland, et qui décéda aux Kerguelen le 12 décembre 1810.
Lorsqu'après leur naufrage, John Nunn et ses compagnons ont dû s'organiser pour survivre au cours des années 1825 à 1827, ils sont venus récupérer au bord de la baie Norvégienne des tonneaux de sel entreposés là. Grâce à ce sel ils ont ensuite pu mettre à conserver des canards qu'ils avaient chassés.
En 1949, de retour à la baie Norvégienne et à la recherche d'un emplacement pour l'établissement d'une station météorologique, Aubert de la Rüe écrit : « Si la baie Norvégienne, ouverte à l'Est et très abritée, était un peu plus profonde, elle serait l'endroit rêvé, étant en grande partie bordée de terrains rigoureusement plats et recevant plusieurs importantes rivières. A moins que des sondages ne révèlent l'existence d'un chenal permettant aux navires de s'y avancer suffisamment, cette belle baie, qui fut très fréquentée autrefois par les phoquiers américains demeurera sans doute inutilisée ».

## Écologie

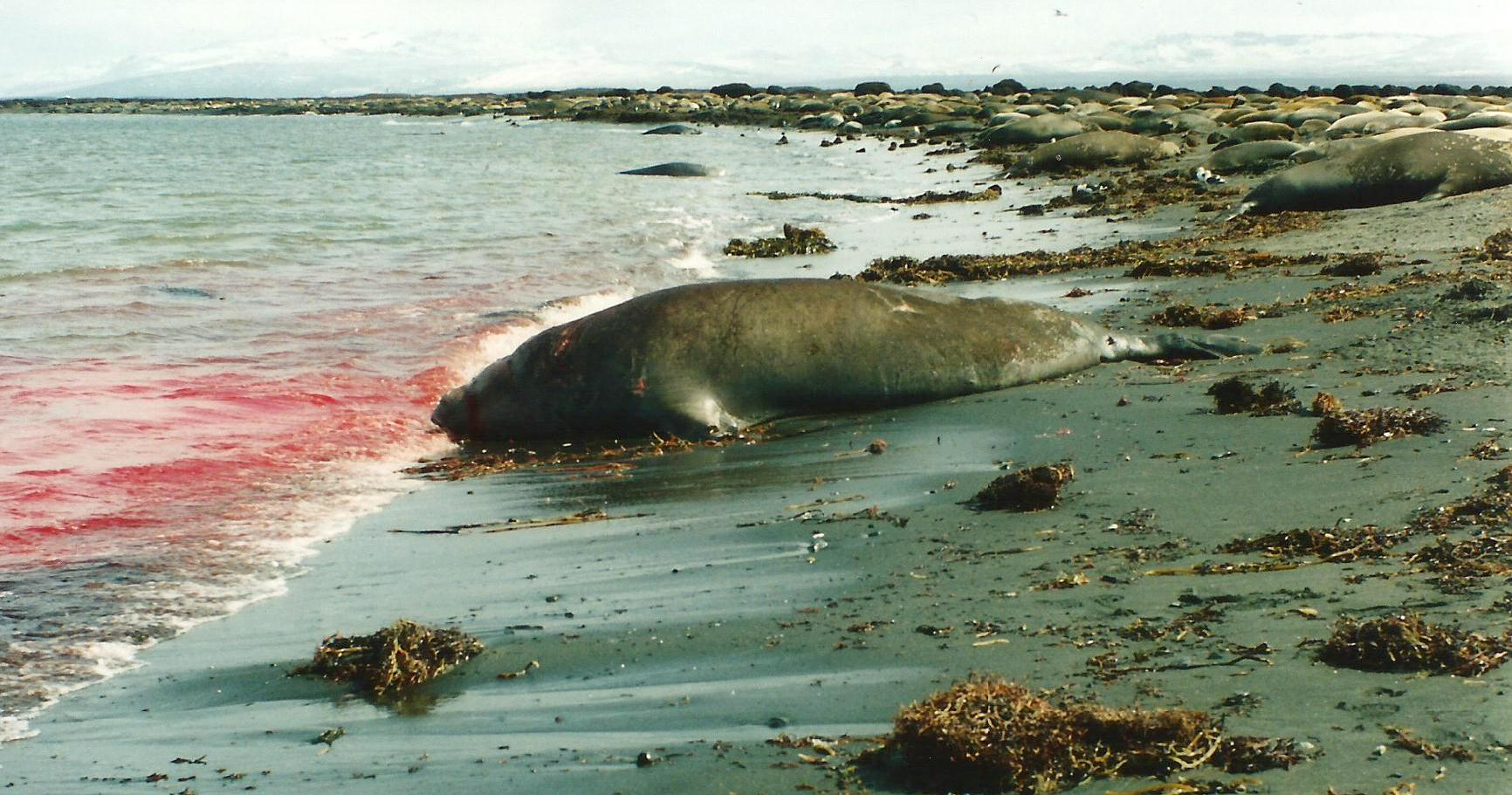
Les abords ouest et nord de la baie Norvégienne sont plats, bordés de plages fréquemment occupées par les éléphants de mer, où les mâles se livrent à des combats parfois sanglants.

Les plages abritées et plates de la baie Norvégienne sont propices à d'importantes concentrations d'éléphants de mer.
Les cours d'eau qui se jettent dans la baie ont été colonisés par des truites fario introduites dans la rivière du Château entre 1955 et 1962. Certains poissons effectuent des migrations en milieu marin et trouvent dans la baie Norvégienne des conditions favorables de développement. C'est ainsi que l'on peut pêcher aux embouchures de ces rivières d'impressionnantes truites de mer.

### Autres références
1. ↑  Amicale des missions australes et polaires françaises (AMAEPF), Zoom sur la carte IGN 80354 des îles Kerguelen, Norvégienne (Baie)
2. ↑  Edgar Aubert de la Rüe, Deux ans aux Iles de la Désolation. Archipel de Kerguelen, Julliard, 1954, p. 73-74
3. ↑  (en) James Cook, The Three Voyages of Captain James Cook Round the World, vol. 5 : being the first of the third voyage, Londres, Longman, Hurst, Rees, Orme, et Brown, 1821 (lire en ligne), chap. V, p. 162
4. ↑  
(en) John Nunn, Narrative of the wreck of the « Favorite » on the island of Desolation detailing the adventures, sufferings and privations of John Nunn, Londres, W.B. Clarke, M.D., 1850 (lire en ligne)
5. ↑  Edgar Aubert de la Rüe, Deux ans aux Iles de la Désolation. Archipel de Kerguelen, Julliard, 1954, p. 138
6. ↑  
Patrick Davaine et Edward Beall, « Introduction de salmonidés en milieu vierge (îles Kerguelen, subantarctique) : enjeux, résultats, perspectives », Bulletin français de la pêche et de la pisciculture, Conseil supérieur de la pêche, nos 344/345,‎ 1997, p. 93-110 (lire en ligne [PDF], consulté le 17 juin 2017)
7. ↑  
(en) Marc Jarry, Patrick Davaine et Edward Beall, « A matrix model to study the colonization by brown trout of a virgin ecosystem in the Kerguelen Islands », Acta Biotheoretica, no 46,‎ 1998, p. 253-272 (lire en ligne [PDF], consulté le 26 juin 2017)
8. ↑  
Aubin Le Bihan, « Les truites du bout du monde », sur Smith Pro (consulté le 26 juin 2017)